# السلة (سباح)

تعديل مصدري - تعديل

السلة هي إحدى قرى عزلة سباح بمديرية سباح التابعة لمحافظة أبين، بلغ تعداد سكانها 76 نسمة حسب تعداد اليمن لعام 2004.